# Shizi, Quanjiao
Shizi (kinesiska: 十字) är en köping i östra Kina. Den ligger i Quanjiao härad i staden Chuzhou i provinsen Anhui, omkring 99 kilometer öster om provinshuvudstaden Hefei.